# Parafia Matki Bożej Nieustającej Pomocy w Suchaniu
Parafia pod wezwaniem Matki Bożej Nieustającej Pomocy w Suchaniu – parafia rzymskokatolicka należąca do dekanatu Suchań, archidiecezji szczecińsko-kamieńskiej, metropolii szczecińsko-kamieńskiej. Siedziba parafii mieści się w Suchaniu przy ulicy kardynała Augusta Hlonda. Parafię prowadzą księża archidiecezjalni.

## Kościół parafialny
Kościół Matki Bożej Nieustającej Pomocy w Suchaniu

## Kościoły filialne i kaplice
- Kościół Matki Bożej Różańcowej w Modrzewie[1]
- Kościół św. Franciszka z Asyżu w Nosowie[1]
- Kościół Najświętszego Serca Pana Jezusa w Sadłowie[1]
- Kościół św. Józefa w Słodkowie[1]
- Kościół Matki Bożej Szkaplerznej w Słodkówku[1]
- Kościół Chrystusa Króla w Suchanówku[1]
- Kościół św. Antoniego z Padwy w Żukowie[1]